# Ivan Dirkie de Veenboer
Ivan Dirkie de Veenboer, også kendt som Süleyman Raïs, (? — 10. oktober, 1620) var en hollandsk pirat.
Ivan Dirkie de Veenboer var en 17. århundredes hollandsk korsar. Oprindeligt var han en soldat under Firsårskrigen, hvor han bekæmpede spanierne på vegne af den hollandske republik. Efter en periode med begrænset succes forlod han den hollandske tjeneste og blev pirat, og blev senere officer under Simon Danseren mellem 1606 og 1609.
Efter at have besøgt Konstantinopel, fik han titlen Raïs (Admiral) og havde i 1617 kommando over sin egen flåde, der hovedsageligt brugte Algiers' flag, men hejste altid det hollandske flag, når de angreb spanske skibe. På trods af forsøg på at forhandle en tilgivelse med hollandske myndigheder, forblev De Veenboer en fredløs på grund af en uenighed med den hollandske konsul i Algiers.
I 1618 var han på sit højdepunkt med en flåde på halvtreds krigsskibe opdelt i flere eskadrer.  Han mistede sin ledelsesposition til Mustapha Raïs samme år og trak sig tilbage efter at have erobret et skib lastet med sukker, hvorefter han bosatte sig i Algiers.). Hans pensionisttilværelse varede dog ikke længe, da han tidligt i 1620 sejlede ud og erobrede et værdifuldt fransk skib. 
De Veenboer omkom den 10. oktober 1620 under en konfrontation med en flåde bestående af hollandske, franske og engelske krigsskibe, da hans skib blev ramt af en kanonkugle, der knuste begge hans ben. 